# Johorea decorata
Johorea decorata là một loài nhện trong họ Linyphiidae.
Loài này thuộc chi Johorea. Johorea decorata được George Hazelwood Locket miêu tả năm 1982.